# Rendületlenül
Rendületlenül je hudební album skupiny Kárpátia. Vydáno bylo v roce 2012.

## Seznam skladeb
1. A haza minden előtt
2. Magyar ének
3. Testvérdal
4. Hajdúk
5. Egy rózsaszál szebben beszél
6. Honvéd induló
7. Rend a lelke mindennek
8. Gyermekáldás
9. Kuruc - Labanc
10. Márciusi Pest
11. Zeng az erdő, zúg a táj
12. A kivéreztetett